# Eressa rubribasis
Eressa rubribasis là một loài bướm đêm thuộc phân họ Arctiinae, họ Erebidae.